# Antonio Romano
Pour les articles homonymes, voir Romano.
Antonio Romano est un guitariste de Thrash metal en Argentine

## Discographie

### Con Hermética
- Hermética - 1989
- Intérpretes - 1990
- Acido Argentino - 1991
- En Vivo 1993 Argentina' - 1993 (en vivo)
- Victimas Del Vaciamiento - 1994
- Lo Ultimo - 1995
- En Concierto I&II - 1996

### Con Malón
- Espíritu Combativo - 1995
- Justicia O Resistencia - 1996
- Resistencia Viva - 1997
- EP - 2002

### Con Visceral
- Visceral - 1999
- Arrancados Del Sistema

### Con Razones Concientes
- Industria Argentina - 2005